# Real Hair
A Real Hair a Speedy Ortiz második középlemeze, amelyet 2014. február 11-én adott ki a Carpark Records.
Az album „a kortárs 40-es toplistából és R&B-dalokból, valamint saját gitárjátékaikból merít ihletet”.
A borítón a Pile együttes basszusgitárosa, Matt Connery látható gyerekkorában. A lemezt a Pitchfork Media Advance streaming-szolgáltatásán keresztül is bemutatták.

## Számlista
Az összes dal szerzője a Speedy Ortiz. 
| 1.    | American Horror     | 3:32 |
| 2.    | Oxygal              | 3:19 |
| 3.    | Everything’s Bigger | 2:37 |
| 4.    | Shine Theory        | 3:49 |
| 13:17 |                     |      |

## Közreműködők

### Speedy Ortiz
- Sadie Dupuis – ének, gitár
- Mike Falcone – ének, dob
- Darl Ferm – basszusgitár
- Matt Robidoux – gitár

### Gyártás
- Paul Q. Kolderie – felvétel, keverés

## Fordítás
Ez a szócikk részben vagy egészben  a   Real Hair című angol Wikipédia-szócikk ezen változatának fordításán alapul.  Az eredeti cikk szerkesztőit annak laptörténete sorolja fel. Ez a jelzés csupán a megfogalmazás eredetét és a szerzői jogokat jelzi, nem szolgál a cikkben szereplő információk forrásmegjelöléseként.